# Редис
Реди́с — однолетние или двулетние растения из рода Редька семейства Капустные. По современной классификации в отдельный ботанический таксон не выделяется, но представляет собой сортогруппу в составе подвида Редька дикая подвид посевная (лат. Raphanus raphanistrum subsp. sativus).

## Описание
Редис — съедобное растение и выращивается как овощ во многих странах мира. Его название происходит от лат. radix — корень.
В пищу обычно употребляют корнеплоды, которые имеют диаметр от 2,5 см и покрыты тонкой кожей, окрашенной в красный, розовый или бело-розовый цвет. Корнеплоды редиса имеют острый вкус. Такой типичный вкус редиса обусловлен содержанием в растении горчичного масла, которое при давлении преобразуется в гликозид горчичного масла.

## Разнообразие редиса
По происхождению различают европейскую, японскую и китайскую группы сортов.
По вегетационному периоду различают:
- Однолетний. Такое растение дает плоды и семена в год посева.
- Двулетний. Растение даёт корнеплод в год посева, а семена только на следующий год.

По методу посева различают парниковые и грядные (открытого грунта).
Форма корнеплода может быть от плоско-округлой до веретеновидной.
Цвет корнеплодов может быть розовым, белым, красным, жёлтым, фиолетовым.

## Применение
Редис применяется в качестве овощной культуры практически повсеместно. В пищу употребляют как корнеплоды (в основном в салатах и окрошках), так и листву (в салатах, окрошках, супах). Редис ценится как ранний овощ, в средней и западной России он допускает посев в полутеплых парниках уже в марте. В апреле редис возможно уже высевать в грунт. Таким образом, уже в апреле можно получить первый урожай парникового редиса. Раннее созревание плодов редиса и высокое содержание в нём ряда необходимых человеку витаминов привело к тому, что редис стал популярен в тех районах, где людям необходимо восстанавливать иммунитет после достаточно продолжительной зимы. Кроме того, редис хорошо переносит пересадку.
Редис стал одним из культурных растений, которые выращивались на Международной космической станции в рамках изучения генетических особенностей выращенных в невесомости растений. Редис был выбран из-за его относительно короткого вегетационного периода — около 30—45 дней, а также потому, что у редиса съедобны как корнеплод, так и листья, что делает его очень удобным продуктом питания для выращивания в космосе.
Кроме употребления в пищу, редис также часто используется для маркировки линии посевов других овощных культур, таких как лук или морковь. Ростки редиса появляются уже через 2—3 дня, что позволяет проводить обработку грядок ещё до появления всходов других культур. Корнеплоды редиса вырастают за 3—5 недель.

## Содержание
| 100 г редиса содержат примерно: |                              |                                                      |            |
| Энергия                         | 13,6…14,6 ккал или 57…61 кДж | Белки                                                | 1,1 г      |
| жир                             | 0,1 г                        | углеводы, используемые                               | 2,0 г      |
| Пищевые волокна                 | 1,6 г                        | Вода                                                 | 94 г       |
| Натрий                          | 17 мг                        | Калий                                                | 225…255 мг |
| Кальций                         | 34…35 мг                     | Фосфор                                               | 28 мг      |
| Магний                          | 8 мг                         | Железо                                               | 1,2 мг     |
| Фтор                            | 0,10 мг                      | Витамин A                                            | 4 мкг      |
| Витамин E                       | ?                            | Витамин B1                                           | 0,04 мг    |
| Витамин B2                      | 0,04 мг                      | Никотиновая кислота (ниацин, витамин PP, витамин B3) | 0,2 мг     |
| Витамин B6                      | 0,06 мг                      | Витамин C                                            | 27…29 мг   |
| Салициловая кислота             | 1,24 мг                      |                                                      |            |